# Ampulex montivaga
Ampulex montivaga är en  stekelart som beskrevs av Friedrich W. Gess 1984. Ampulex montivaga ingår i släktet Ampulex och familjen Ampulicidae. Inga underarter finns listade i Catalogue of Life.